# Juan García Hortelano
Juan García Hortelano (Madrid, 14 de febrer de 1928 - Madrid, 3 d'abril de 1992) va ser un escriptor espanyol.

## Trajectòria
Fill del metge i químic Juan García Gutiérrez i de Milagros Hortelano Martínez, Juan García Hortelano va sofrir la Guerra Civil en una infància lliure però perillosa entre Conca i Madrid. El seu avi tenia una bona biblioteca i Juan, que era un gran lector, la feia servir igual que la Biblioteca de l'Ateneu de Madrid. Es va llicenciar en Dret a la Universitat de Madrid l'any 1950, un any més tard s'afiliava al Partit Comunista i guanyava una oposició en l'Administració Civil en 1953.
L'any 1964 va conèixer a la seva dona María i fruit d'aquesta relació va néixer la seva filla Sofia.

Durant tota la seva vida, García Hortelano —autodidacta en matèria de literatura— es va dedicar a l'exercici de l'escriptura amb disciplina, sense abandonar mai el seu treball com a funcionari administratiu de la Comunitat de Madrid: fins i tot quan la seva obra va començar a ser reconeguda més enllà del cercle dels seus íntims, Hortelano va continuar treballant. 
García Hortelano va escriure des dels catorze anys. Va acudir a diverses tertúlies literàries, no només la del Cafè Gijón. Es va presentar a certàmens literaris sense èxit, al principi, fins que finalment la seva novel·la Barrio de Argüelles va resultar finalista del Premi Nadal l'any 1956, tot i que no va arribar a publicar-se mai. 
Hortelano també va publicar contes i assajos sobre literatura sobre autors com (Jovellanos, Cessés Pavese, Kafka, Walser i Proust, Céline, Sartre i el nouveau roman, Machado, Salinas, Onetti i Barral).
L'any 1988 li van diagnosticar un càncer de pulmó. Va morir a Madrid el 3 d'abril de 1992.
Les seves obres completes han estat publicades per l'empresa editorial Lumen.
Casualment, un altre escriptor espanyol, Francisco García Hortelano, va haver de buscar-se el pseudònim de Francisco Casavella per diferenciar-se d'ell.

## Obres
- 1959 Nuevas amistades. Premi Biblioteca Breve.
- 1961 Tormenta de verano. Premi Formentor.
- 1967 Gente de Madrid. Relats.
- 1972 El gran momento de Mary Tribune.
- 1975 Apólogos y milesios. Relats.
- 1977 Echarse las pecas a la espalda. Poesia.
- 1979 Los vaqueros en el pozo. Quarta novel·la.
- 1982 Gramática parda, novela. Premi de la Crítica de narrativa castellana.
- 1986 Preparativos de boda. Relats.
- 1987 Mucho cuento, Relats.
- 1988 Los archivos secretos, Relats.
- 1990 Muñeca y macho. Novel·la paròdica
- 1995 La incomprensión del comercio. Poesia.
- 1997 Crónicas correspondidas. Assaigs
- 2001 Invenciones urbanas. Entrevistes i assaigs
- 2008 Cuentos completos.
- 2008 Crónicas, invenciones, paseatas.Assaigs.